# La Sala de Vallicrosa
La Sala de Vallicrosa és un casal fortificat en desús de Sant Hilari Sacalm (Selva), una obra inclosa a l'Inventari del Patrimoni Arquitectònic de Catalunya.

## Descripció
Restes d'una antiga casa forta, situada als afores del nucli urbà de Sant Hilari Sacalm, on s'hi arriba agafant la carretera que de Sant Hilari Sacalm porta a Santa Coloma. Al quilòmetre 10'5, al costat esquerre, i just on hi ha la cruïlla que indica l'eix per anar a Vic o Girona, hi ha un trencall. Primer trobem un viver, i tot seguit la casa de Can Boix. Cal seguir recte la pista, pràcticament tenint sempre la riera visible. Quan arribem a Can Joanic, cal seguir un quilòmetre, i al costat esquerre hi ha un camí que porta la riera. Les restes estan al començament d'aquest camí, en el marge dret, cobertes de vegetació dificultant-ne la seva observació. Podem apreciar més o menys un mur de 5 metres de llarg i 2 metres d'alt, amb dues obertures amb brancals, llinda i ampit de carreus de pedra. A l'edifici original s'hi haurien anat fent afegits, com podem pensar per algunes de les restes conservades.

## Història
La Sala de Vallicrosa va ser la casa forta dels Vallors i apareix documentada des del 1183. Durant els segles xiii i xiv va estar en mans dels Salitja. Consta que l'any 1252 Guillem de Salitja tenia drets sobre el castell de Solterra i les cases fortes de la Rovira i Vallors.